# مرحبا في الكون
مرحبا في الكون: رحلة فيزيائية فلكية هو كتاب أدبيات علمية كتبه نيل ديجراس تايسون ومايكل أ. شتراوس وج. ريتشارد جوت، بناء على مساق تمهيدي في الفيزياء الفلكية والذي يُدرّس في جامعة برنستون. نُشر الكتاب بواسطة دار نشر جامعة برنستون في 20 سبتمبر 2016.

## الاستقبال
مدح كتاب مرحبا في الكون: رحلة فيزيائية فلكية العديد من النقاد الأدبيين. وصفت مراجعات كيركوس الكتاب بأنه «نظرة عامة شاملة وسهلة لكوننا يقوم بها ثلاثة علماء فيزياء فلكية بارزين»، وبأنه «مقدمة مسلية للفيزياء الفلكية». وصف جون تيمبان من مراجع فيلادلفيا الكتاب بأنه «رحلة مفسرة جيدا والتي تشمل بلوتو، وأسئلة عن الحياة الذكية، وما إذا كان الكون لا نهائي». كتب «المراجعون الأسبوعيون»: